# Else Bötticher

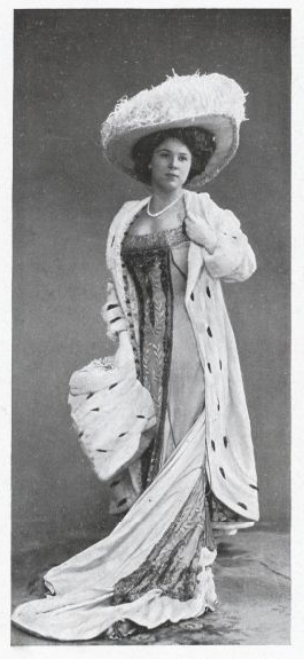
Else Bötticher (Abb. Berliner Leben)

Else Bötticher (* 22. Oktober 1880; † 3. Juli 1966 in Berlin) war eine deutsche Schauspielerin. 

## Leben
Bötticher begann ihre Laufbahn 18-jährig in der Provinz und spielte anschließend zwei Jahre lang die Nora an US-amerikanischen Bühnen. Wieder in Deutschland war sie in der Folgezeit Partnerin von Schauspielgrößen wie Josef Kainz und Max Pallenberg. Max Reinhardt verpflichtete sie mehrfach für seine Gastinszenierungen in München. Gastspiele führten Else Bötticher auch immer wieder ins benachbarte Ausland (Niederlande, Schweiz, Belgien, Frankreich). Hauptsächlich aber war die Künstlerin an deutschen Bühnen wie dem Königlichen Hoftheater zu Stuttgart und vor allem, seit kurz vor Beginn des Ersten Weltkriegs, an Berliner Bühnen wie dem Trianon-Theater tätig. In der Spätphase der Weimarer Republik sah man sie unter anderem am Neuen Theater am Zoo.
Der Film besaß lange Zeit nur eine untergeordnete Bedeutung in ihrem künstlerischen Wirken. Abgesehen von einigen wenigen Produktionen der 1910er Jahre trat Else Bötticher erst nach der Machtübernahme durch die Nationalsozialisten regelmäßig vor die Kamera. Dort erhielt sie überwiegend kleine Rollen – Mütter, Ehefrauen – wie die Schulrektorengattin und Mutter Annemarie Sörensens in der ersten Rühmann-Version von Die Feuerzangenbowle, die unter dem Titel So ein Flegel anlief. Ebenfalls 1933 nahm sie wieder ein Berliner Festengagement an und trat am Metropol-Theater auf. Mit Kriegsausbruch 1939  beendete sie ihre Filmtätigkeit für lange Zeit. Die nachfolgenden Theaterverpflichtungen beschränkten sich aber überwiegend auf winzige Gastspielbühnen; lediglich in der letzten Spielzeit vor Kriegsende, 1943/44, erhielt die freischaffende Künstlerin von der minder bedeutenden Spielstätte Volkstheater Schlesien in Breslau noch ein Engagement.
Nach dem Krieg ist kein Festengagement Else Böttichers mehr nachzuweisen, und auch beim Nachkriegsfilm übernahm die in Berlin-Wilmersdorf ansässige, betagte Schauspielerin jetzt nur noch Gastrollen, darunter in dem bekannten Schweizer Kinofilm Palace Hotel, einer in einer im Winter 1951/52 gedrehten Schweizer Produktion.

## Filmografie (Auswahl)
- 1914: Fräulein Leutnant
- 1914: Fräulein Feldgrau
- 1917: Die Nichte aus Amerika
- 1919: Frau Hempels Tochter
- 1933: Reifende Jugend
- 1933: So ein Flegel
- 1934: Frühlingsmärchen
- 1934: Aufforderung zum Tanz
- 1934: Eine Siebzehnjährige
- 1934: Besuch am Abend
- 1935: Ein interessanter Fall (Kurzfilm)
- 1935: Der Mann mit der Pranke
- 1936: Frauenliebe - Frauenleid
- 1938: Rätsel um Beate
- 1939: Der interessante Fall (Kurzfilm)
- 1952: Palast Hotel (Palace Hotel)
- 1956: Mein Vater, der Schauspieler